# Championnat de Madagascar féminin de football
Le championnat de Madagascar féminin de football ou Division Élite est une compétition malgache de football féminin.

## Palmarès
| Saison                  | Champion                | Vice-champion           |
| Sélections de provinces | Sélections de provinces | Sélections de provinces |
| ----------------------- | ----------------------- | ----------------------- |
| 2001                    | Tomasina                | Antananarivo            |
| 2002                    | Résultats inconnus      | Résultats inconnus      |
| 2003                    | Résultats inconnus      | Résultats inconnus      |
| Sélections régionales   |                         |                         |
| 2004                    | Analamanga              | Boeny                   |
| 2005                    | Analamanga              | Antsinana               |
| 2006                    | Analamanga              | Diana                   |
| 2007-2008               | Analamanga              | Boeny                   |
| Clubs                   |                         |                         |
| 2010                    | MIFA                    | ASKA Alfa               |
| 2011                    | MIFA                    | AS Comato               |
| 2012                    | Stade Olympique         | US Aveia                |
| 2013                    | ASOT                    | MIFA                    |
| 2014                    | AS SABNAM               | FC AO                   |
| 2015                    | AS SABNAM               | MIFA                    |
| 2016                    | AS SABNAM               | MIFA                    |
| 2017-2018               | ASKAM                   | AS SABNAM               |
| 2018                    | ASKAM                   | AS SABNAM               |
| 2019                    | ASKAM                   | AS SABNAM               |
| 2020-2022               | non organisé            | non organisé            |
| 2022-2023               | Disciples FF            | ASCUF                   |